# Burkowiec (rejon cudnowski)
Burkowce – wieś w rejonie cudnowski obwodu żytomierskiego.